# 平妖伝
『平妖伝』（へいようでん、拼音：Píng yāo zhuàn）は、北宋の仁宗皇帝の頃に貝州で起こった王則の反乱に基づく長編の白話小説。早くて宋代、遅くとも元代には講釈師の題材となっていたと考えられ、明代には羅貫中が二十回本の『三遂平妖伝』を編纂し、後に明末の文人馮夢竜が、『三遂平妖伝』に胡媚児の転生や九天玄女の天書を巡るエピソードを加えた四十回本『三遂北宋平妖伝』を著した。
日本でも皆川淇園や滝沢馬琴といった江戸の好事家たちに愛好されており、中でも滝沢馬琴は深く傾倒し、二十回本を元に『三遂平妖伝国字評』を記している。

## 概要
『平妖伝』は実話ではない。しかし、『宋史』に歴史的事実である慶暦七年に貝州において王則によって扇動された六十六日間の革命が記録されている。実際に、四十回本『三遂北宋平妖伝』にこの事件を基づいた回が多く見られる。
明代の羅貫中を作者とする『三遂平妖伝』(二十回本)が最古のテキストであるが、真に羅貫中の作であるかは定かではない。内容に関しても『天許齋批點四十回本』叙に不十分な叙述と急激な展開を指摘されている。第一回で登場する美女の絵とそれを手にした道士の正体、絵と胡永児の関連性、聖姑姑の正体などの問題は解決されず、かつ多くの登場人物の結末が曖昧で判然としないまま物語が終わっている。
これに明末の馮夢竜が胡媚児の転生や九天玄女の天書を巡るエピソードをつけ加え整えたものが『三遂北宋平妖伝』(四十回本)であり、現在の通行本である。日本でも江戸時代以降親しまれ、普及されている。
ストーリーの詳細については#内容(四十回本)を参照。登場人物については#主な登場人物を参照。四十回本の内容に基づいて解説する。

## 滝沢馬琴との関係
先に述べた通り、羅貫中が編纂したとされる二十回本『三遂平妖伝』に、馮夢竜が内容を付け加えた四十回本『三遂北宋平妖伝』が現代において通行本とされているが、日本に『平妖伝』が伝わったのは江戸時代である。特に滝沢馬琴の功績が大きい。
『平妖伝』という言葉が初めて使用されたのは天保三年七月一日付殿村篠斎にあてた馬琴書翰中である。
滝沢馬琴は最初殿村篠斎のもとにあった四十回本の写本を借覧したいという旨であったが、既に売却済で叶わなかった。篠斎はこれに対し、大筋を書いた『平妖伝略解』を馬琴に送った。ここで初めて馬琴は『平妖伝』の大略を知ったと言えよう。
次に十一月二十六日付の篠斎にあてた書翰によると馬琴自身が天保三年に大阪の書肆(本屋の意)河内屋茂兵衛から四十回本を買い取るも全八冊中二冊が欠けている不完全なものであった。
十二月に送った小津桂窓宛の書翰には、原本である二十回本を読みたいという旨が綴られていることからも、馬琴の強い願望が窺える。
その後天保四年一月九日、遂に小津桂窓の協力を得て二十回本を入手したのである。
以降十三日までに読了し、十四日には桂窓宛に略評を書き、天保四年三月には『遂平妖伝略評』をおくったという。
これを借りた木村黙老は、自らしたためた『平妖伝評』を送るも、その内容は登場人物は皆悪人であるというもので馬琴の文学観とは大きく異なった。
滝沢馬琴の文学観は、勧善懲悪的と言われている。『平妖伝』全文の比率から見ても、聖姑姑や永児、左黜などの妖人が主要人物と言えるだろうが、滝沢馬琴は勧善懲悪的思索を深め、王則の反乱という史実を題材としているならば主人公は王則となるべきと捉えた。

## 主な登場人物
聖姑姑（せいここ）
普段は老婆の姿をしているが、もとは雁山に住んでいた老狐。息子の左黜が怪我をきっかけに名医・厳三点に出会うが、娘の媚児にも災厄が降りかかることを告げられたので、求道のために住処の洞穴を離れる。旅中で子供たちと別れ別れになるが、夢に出てきた則天武后のお告げによって華陰県の巡検・楊春の元に留まり、蛋子和尚と会って秘冊の内容を解読して、妖術を習得した。
左黜（さちゅつ）
もとは老狐（聖姑姑）の産んだ雄狐。元の名を胡黜児（こちゅつじ）という。若い読書人に化けて趙壱の妻をたぶらかそうとしたため、趙壱から弓矢で射られ、左足に障害がのこった。左黜・左瘸児（さかじ）と呼ばれるのはそれに由来する。
胡媚児（こびじ）
もとは老狐（聖姑姑）の産んだ雌狐。則天武后の愛人だった張六郎の生まれ変わり。後に胡浩の娘・胡永児として転生したが、聖姑姑と再会して妖術を身につけ、前世の因縁に従って則天武后の生まれ変わりである王則と結婚した。
蛋子和尚（たんしおしょう）
蛋子、即ちガチョウの卵から生まれた僧。作品後半では弾子和尚とも書かれる。その出生ゆえに寺の弟子たちに陰で蔑まれたため、育ての親である寺男が死んだのをきっかけに雲遊に出る。旅の途中、白雲洞の石壁に記された秘冊のことを知り、三度にわたる挑戦の後、七十二の地煞小変法を写し取ることに成功する。その後聖姑姑と出会って彼女の弟子となり、妖術を習得した。王則反乱後はその一党から離れ、諸葛遂智という老僧になりすまして文彦博の討伐軍に参加する。
張鸞（ちょうらん）
もとの名を張大鵬といい、冲霄処士と号す。聖姑姑と離れ離れになってしまった胡媚児の世話を見ていたが、彼女が命を落したため、胡浩の家に転生する手助けをした。後に博平県にて雨乞いの術を行ったところ、左黜との術比べになり、それを蛋子和尚によって仲裁された。その後、聖姑姑に引き合わせられ、一党に加わる。王則が東平郡王を称したときに「丞相」になったが、文彦博の討伐軍が迫ると強硬派の左黜らと合わず、卜吉とともに天台山に去った。
王則（おうそく）
貝州の軍人で、則天武后の生まれ変わり。胡永児（胡媚児）を娶り、聖姑姑たち妖人と共に反乱を起こす。
九天玄女（きゅうてんげんにょ）
女神。二個の弾丸を用いて戦う。春秋時代に趙国に招かれて下界に降りたところ、袁公に出会い、彼を弟子とした。
袁公（えんこう）
道術を会得した通臂の猿の化身。白猿神（はくえんしん）。九天玄女の弟子となったが、後に自身が石壁に刻んでしまった秘冊の内容を守るために、白雲洞の番人を務めることになった。
包拯（ほうじょう）
北宋の名臣（実在）。作中では包龍圖（ほうりゅうと）、包待制、包大尹（ほうたいいん）などと呼ばれる。はじめ東京開封府の長官として登場し、弾子和尚ら妖人の出没に対処する。河北で王則の反乱が拡大すると、枢密使に任命され、反乱討伐軍の総帥として文彦博を仁宗に推挙する。
文彦博（ぶんげんはく）
北宋の名臣（実在）。文招討とも呼ばれる。齢79の老身ながら、王則討伐の総帥に任命される。
馬遂（ばすい）
三遂の一人。王則と同郷の親友であり、彼と義兄弟の契りを結んでいた。官軍に属し、王則討伐の際に功績を立てる。
李遂（りすい）
三遂の一人。官軍に属し、王則討伐の際に功績を立てる。
諸葛遂智（しょかつすいち）
三遂の一人。老僧の姿で文彦博の前に現れるが、実は蛋子和尚がなりすましたものである。

## 回目（四十回本）
- 第一回 授劔術處女下山 盗法書袁公歸洞 　　　　　　　剣術を授け処女山を下り 法書を盗み猿公洞に帰る
- 第二回 修文院斗主斷獄 白雲洞猿神布霧　 　　　　　　修文院に斗主獄を断じ 白雲洞に猿神霧を布く
- 第三回 胡黜兒村裏鬧貞娘 趙大郎林中尋狐跡 　　　　　胡黜児村裏に貞娘を鬧がし 趙大郎林中に狐跡を尋ねる
- 第四回 老狐大鬧半仙堂 太醫細辨三支脈 　　　　　　　老狐大いに半仙堂を鬧がし 太医細かに三支脈を辨ず
- 第五回 左瘸兒廟中偸酒 賈道士樓下迷花 　　　　　　　左瘸児廟中にて酒を偸み 賈道士楼下にて花に迷う
- 第六回 小狐精智賺道士 女魔王夢會聖姑　　　 　　　　小狐精智もて道士を賺き 女魔王夢に聖姑に会う
- 第七回 楊巡檢迎經逢聖姑 慈長老汲水得異蛋 　　　　　楊巡検経を迎えて聖姑に逢い 慈長老水を汲み異蛋を得
- 第八回 慈長老單求大士籤 蛋和尚一盗袁公法　 　　　　慈長老大士の籤ひとつを求め 蛋和尚一たび袁公法を盗む
- 第九回 冷公子初試厭人符 蛋和尚二盗袁公法 　　　　　冷公子初めて厭人符を試み 蛋和尚二たび袁公法を盗む
- 第十回 石頭陀夜鬧羅家畈 蛋和尚三盗袁公法 　　　　　石頭陀夜羅家畈を鬧がし 蛋和尚三たび袁公法を盗む
- 第十一回 得道法蛋僧訪師 遇天書聖姑認弟 　　　　　　道法を得て蛋僧師を訪ね 天書に遇い聖姑弟を認む
- 第十二回 老狐精挑燈論法 癡道士感月傷情 　　　　　　老狐精燈を挑て法を論じ 癡道士月を感じ情痛む
- 第十三回 閉東莊楊春點金 築法壇聖姑錬法 　　　　　　東荘を閉じ楊春金を点じ 法壇を築き聖姑法を錬る
- 第十四回 聖姑堂紙虎守金山 淑景園張鸞逢媚兒 　　　　聖姑堂にて紙虎金山を守り 淑景園にて張鸞胡媚児に逢う
- 第十五回 雷太監饞眼娶乾妻 胡媚兒癡心遊内苑 　　　　雷太監饞眼乾妻を娶り 胡媚児癡心もて内苑に遊ぶ
- 第十六回 胡員外喜逢仙畫 張院君怒産妖胎 　　　　　　胡員外喜びて仙画に逢い 張院君怒りて妖胎を産む
- 第十七回 博平縣張鸞祈雨 五龍壇左黜鬭法 　　　　　　博平県にて張鸞雨を祈り 五龍壇にて左黜法を闘わす
- 第十八回 張處士乘舟會聖姑 胡員外冒雪尋相識 　　　　張処士舟に乗り聖姑に會い 胡員外雪を冒して相識を尋ねる
- 第十九回 陳善留義雙贈錢 聖姑永兒私傳法 　　　　　　陳善・留義ふたり銭を贈り 聖姑・胡永児私に法を伝う
- 第二十回 胡洪怒燒如意冊 永兒夜赴相國寺 　　　　　　胡洪怒りて如意冊を焼き 胡永児夜相国寺に赴く
- 第二十一回 平安街員外重興 胡永兒荳人紙馬 　　　　　平安街員外重ねて興り 胡永児荳人紙馬を闘わす
- 第二十二回 胡員外尋媒議親 蠢憨哥洞房花燭　 　　　　胡員外媒を尋ね親を議し 蠢憨哥洞房に花燭を点ず
- 第二十三回 蠢憨哥誤上城樓脊 費將仕撲碎遊仙枕　 　　蠢憨哥誤りて城楼の脊に上り 費将仕遊仙枕を撲ち碎く
- 第二十四回 八角鎮永兒變異相 鄭州城卜吉討車錢 　　　八角鎮にて胡永児異相を変し 鄭州城にて卜吉車銭を討つ
- 第二十五回 八角井衆水手撈屍 鄭州堂卜大郎獻鼎　 　　八角井衆の水手屍を撈い 鄭州堂卜大郎鼎を献ず
- 第二十六回 野林中張鸞救卜吉 山神廟公差賞雙月 　　　野林中にて張鸞 卜吉を救い 山神廟にて公差双月を賞づ
- 第二十七回 包龍圖新治開封府 左瘸師大惱任呉張 　　　包龍圖新たに開封府を治め 左瘸師大いに任・呉・張を悩ます
- 第二十八回 莫坡寺瘸師入佛肚 任呉張夢授聖姑法　 　　莫坡寺にて瘸師仏の肚に入り 任・呉・張夢に聖姑法を授かる
- 第二十九回 王太尉大捨募縁錢 杜七聖狠行續頭法 　　　王太尉大いに募縁の銭を捨て 杜七聖狠く続頭の法を行う
- 第三十回 彈子僧變化惱龍圖 李二哥首妖遭跌死 　　　　弾子僧変化して包龍圖を悩まし 李二哥妖を首げ跌死に遭う
- 第三十一回 胡永兒賣泥蠟燭 王都排會聖姑姑 　　　　　胡永児泥蝋燭を売り 王都排 聖姑姑に会う
- 第三十二回 夙姻縁永兒招夫 散銭米王則買軍 　　　　　夙き姻縁にて胡永児 夫を招き 銭米を散じて王則軍を買う
- 第三十三回 左瘸師顯神驚衆 王都排糾夥報讐 　　　　　左瘸師 神を顕して衆を驚かせ 王都排夥を糾めて讐を報ず
- 第三十四回 劉彦威三敗貝州城 胡永兒大掠河北地　 　　劉彦威三たび貝州城に敗れ 胡永児大いに河北の地を掠む
- 第三十五回 趙無瑕拚生詒賊 包龍圖應詔推賢　 　　　　趙無瑕生を拚てて賊を詒き 包龍圖詔に応じて賢を推す
- 第三十六回 文相國三路興師 曹招討喞筒破賊 　　　　　文相国三路より師を興し 曹招討喞筒にて賊を破る
- 第三十七回 白猿神信香求玄女 小狐妖飛磨打潞公 　　　白猿神信香にて玄女に求め 小狐妖磨を飛ばし潞国公を打つ
- 第三十八回 多目神報徳寫銀盆 文招討失路逢諸葛 　　　多目神徳に報いて銀盆に写し 文招討路を失い諸葛に逢う
- 第三十九回 文招討聽曲用馬遂 李魚羹直諫怒王則 　　　文招討曲を聴いて馬遂を用い 李魚羹直諫して王則を怒らす
- 第四十回 潞國公奏凱汴京城 白猿神重掌修文院 　　　　潞国公凱歌を汴京城に奏し 白猿神重ねて修文院を掌る[4]

## 内容(四十回本)
春秋時代、妖術を得た白猿の化身である袁公は女神九天玄女の弟子となり玉帝によって天上の秘書の管理人に任ぜられるも、任された書の中から、三十六の天罡大変法と七十二の地煞小変法が記された秘冊『如意冊』を盗み出し、その内容を下界の白雲洞の石壁に全て刻んでしまう。この件が天帝に知れたため、袁公は裁判にかけられ以後、秘冊の内容が人目につかぬよう、一人白雲洞の石壁の番をすることになる 。
宋の時代、聖姑姑という一匹の母狐が牡狐の胡黜児、牝狐の胡媚児の二匹の子供と3匹で雁門山下の大きな洞穴に住んでいた。ある時、趙壱という猟師に人間に変化する瞬間を見られて胡黜児が足を矢で射られてしまう。胡黜児の傷を治すため聖姑姑は老婆に化け、どんな病でも一発で言い当て治してしまうという医師厳半仙のもとを訪れ、薬と「師を尋ね道を訪ねよ」という言葉を貰う。胡黜児は薬のおかげで生き延びたが、後遺症が残りびっことなったために左瘸児と呼ばれる。
その後3匹は厳半仙の言葉にしたがって道を求めるために西京河南府を目指し始めたが、胡黜児はびっこのため思うように進めず、準備がととのうまで剣門山下の関王廟で道士となることとなった。聖姑姑は胡媚児と2匹で旅を続けるも、途中で則天武后に出会い「則天武后と胡媚児は深い因縁関係にあり、来世でも2人は結ばれる運命にある」という真実を告げられる。しかし則天武后との会談が終わってみると胡媚児の姿はどこにもなく、2匹は離れ離れになってしまったのである。
同時期、蛋子和尚と呼ばれる卵から生まれた僧が袁公が番をしている石壁を訪れ、秘冊の内容を一部手に入れることに成功する。しかし文字が解読できなかった蛋子和尚は聖姑姑の元へ行き、共にこの秘冊を読み解いていった。解読のために聖姑姑から戻ってくるように連絡を受けた胡黜児は剣門山下の関王廟をこっそりと抜け出し、聖姑姑と再会し、蛋子和尚とも力を合わせて3人で妖術の修行に励んだ。
一方、聖姑姑の娘である胡媚児は、かつて則天武后の愛人だった男の張六郎の生まれ変わりであった。胡媚児は旅中に突風にさらわれ母と別れ別れになり、道士張鸞の世話になっていたが、太子（後の仁宗皇帝）の妃選びに偶然居合わせる。催淫作用をもつ「つば」を使って惑わそうとするも失敗し関聖に殺され、のちに東京開封府の質屋胡浩の一人娘胡永児として転生する。美しく才女であったが前世の記憶は持ち合わせていない。胡媚児の転生を知った聖姑姑は胡永児を見定めるために永児の家をわざと燃やし、貧しくなったところに老婆に化けて会いに行く。問答の末、胡永児の情け深い親切心にふれて、聖姑姑は仲間に引き入れようと『如意秘冊』を渡し、妖術を教える。父親からも世間からも妖人と疎まれた胡永児は聖姑姑たちに合流するのであった。
その後、聖姑姑一行は貝州へと移り、王則（胡永児と前世の深い因縁によって結ばれている則天武后の生まれ変わり）と出会う。聖姑姑に「貝州知州は悪事に手をそめている。王則が覇権をおさめるべき」と言われた王則は胡永児と結婚し、妖狐や妖人たちによる反乱軍が誕生した。
さてその頃、貝州の悪徳知州が兵士たちに俸禄を支給しない出来事が起こった。王則たちは妖術で兵士たちに米と銭を与えたが、このうち左黜が用意した米と卜吉（張鸞の弟子）が用意した銭が貝州の倉庫から盗んだものだったため、知事は怒り、王則を投獄する。捕まった王則を助けるべく動き出した妖人たちは兵士たちを味方につけ、王則を救い知事を倒すのだった。
王則は貝州の支配者となるが、今度は己が暴君となってしまう。この謀反は都に伝えられ、仁宗皇帝によって王則討伐の命が下される。かくして、天上の秘冊の力を得た妖人たちは妖術を駆使して討伐軍と戦う。朝廷が鎮圧にむけて動き出したころ、袁公の持ち出した『如意冊』が要因ということから天界からも九天玄女と袁公が事態の鎮静化にあたることとなった。朝廷に天界が加勢したことにより王則たちは窮地に追い詰められる。奥の手として聖姑姑が一撃必殺とされる神剣を山奥に取りに行くも、九天玄女の化けた娘に騙されて神剣をとられてしまう。聖姑姑は降伏し、胡黜児と永児は雷にうたれて死に、反乱軍は鎮圧された。

## 関連文献
- 『道教の総合的研究』（酒井忠夫編、国書刊行会 1997年）
- 『明人とその文学』（松村昴、汲古書院 2009年）ISBN 978-4762928635
- 『平妖傳　古本小説叢刊　第三三輯』（劉世徳、陳慶浩、石昌渝編、中華書局 1991年）ISBN 978-7101007459
- 『馬琴評答集(五)』（柴田光彦編、早稲田大学出版部 1991年）ISBN 978-4657919038

### 日本語訳書
- 『平妖伝』（佐藤春夫 抄訳、「世界大衆文学全集25」改造社  1929年）。増田渉が下訳。
- 『平妖伝』上・下（佐藤春夫 抄訳、改造社文庫 1932年、世紀書房 1951年）。増補版

新版・ちくま文庫（上・下）、1993年、上）ISBN 978-4480027429、下）ISBN 978-4480027436
- 『平妖伝・故郷・吸血鬼 他　定本佐藤春夫全集29』（臨川書店 1999年）、ISBN 978-4653033394
- 『平妖伝　中国古典文学大系36』（太田辰夫訳、平凡社 1967年）、ISBN 9784582312362
- 『平妖伝』上・下（上田学而訳、新人物往来社 1970年）

## 平妖伝を題材とした作品
- 『新・平妖伝―胡媚児の章』（鳥海尽三、徳間書店 1996年 ISBN 978-4198605995）
- 『新・平妖伝―胡永児の章』（鳥海尽三、徳間書店 1997年 ISBN 978-4198606626）
- 『たまご和尚』（浦沢義雄・文　タムラノボル・絵、リトルモア 2003年 ISBN 978-4898150863）